# Жирков, Евгений Иванович
Евге́ний Ива́нович Жирко́в (род. 24 июля 1960, Скопин, Рязанская область) — российский политик, с 2003 по 2014 год — глава городского округа Железнодорожный, с 2014 года по 2017 год — глава городского округа Балашиха (Московская область).

## Биография
Жирков Евгений Иванович родился 24 июля 1960 года в г. Скопине Рязанской области в семье рабочих. Отец — Иван Владимирович Жирков. Мать — Александра Васильевна Жиркова. Окончил среднюю школу города Скопина (1967—1977).
Начал самостоятельную трудовую жизнь учеником токаря.
Прямо с производства ушел в ряды Советской Армии, служил в войсках связи.
С 1981 по 1991 год работал в тресте «Мособлстрой-21», прошел путь от рабочего-трубоукладчика до начальника СМУ-7 города Железнодорожного. С 1987 по 1989 год занимал выборную должность — председателя объединённого профсоюзного комитета треста «Мособлстрой».
Работу совмещал с учёбой в вузе. Окончил Всесоюзный заочный инженерно-строительный институт. Затем Российскую академию государственной службы при Президенте Российской Федерации. Избран членом-корреспондентом Российской инженерной академии.
Под руководством Жиркова Евгения Ивановича в Железнодорожном было введены в строй множество объектов как промышленного, так и гражданского строительства: 6-я насосная станция, здание водоканала и бомбоубежище, промышленная база и несколько жилых домов на улицах Пролетарской и Юбилейной.
В 1991 году Жирков Евгений Иванович создал строительную компанию «Скопа», занимавшуюся возведением различных зданий (жилые дома на улицах Пушкинская, Центральная, Лесные поляны, школа № 6 в микрорайоне Саввино, торговый центр «Юнион», социальные объекты в Балашихинском районе Подмосковья). Деятельность ООО «Скопа» отмечалась дипломами на конкурсах Московской области в 1999—2000 и 2003 годах. В 2002 и 2003 годах компании было присуждено звание лауреата — победителя Всероссийского конкурса «Лучшие из лучших».
В 2001 году Жирков Евгений Иванович избрался депутатом Совета депутатов городского округа Железнодорожный по второму избирательному округу, получив поддержку 28,45 % горожан.
7 декабря 2003 года победил на выборах Главы городского округа Железнодорожный. Был переизбран в 2008 году, получив поддержку 89 % горожан и в 2013 году, когда за него проголосовало 76 % избирателей. 8 сентября Евгений Жирков одержал убедительную победу на выборах главы городского округа Железнодорожный, набрав около 76,71 % голосов избирателей, при явке более 50 %.. 23 сентября 2014 года Евгений Жирков стал главой городского округа Балашиха. Практически единогласно, 24 голоса «за» при одном воздержавшемся, депутаты поддержали предложенную кандидатуру Евгения Жиркова.
С 2018 года стал новым заместителем главы Пушкинского муниципального района. 21 февраля 2019 года избран главой Пушкинского муниципального района.
В июне 2019 года Евгений Жирков задержан, а 6 августа 2021 года Красногорским городским судом Московской области осуждён по ч. 6 ст. 209 УК РФ (получение взятки) к наказанию в виде 9 лет лишения свободы в исправительной колонии строгого режима со штрафом в размере двукратной суммы взятки с лишением права занимать определённые должности сроком на 5 лет.	

## Обвинения в коррупции
В июле 2011 года в «Новой газете» была опубликована статья, в которой сообщалось о продаже недвижимости в городе Железнодорожном, по ценам ниже рыночных, фирмам, контролируемым семьёй Евгения Жиркова. Кроме того, утверждалось, что на дочь и жену Жиркова было оформлено более 10 компаний, занимающихся сдачей в аренду собственных площадей. После публикации статьи Жирков вместе с женой и сыном обратились в суд с иском о защите чести, достоинства и деловой репутации и потребовали взыскать с Новой Газеты 1,6 млн рублей и выступить с опровержением материалов, изложенных в статье. В 2012 году Басманный суд города Москвы отказал в удовлетворении иска. В декабре 2016 года на YouTube было опубликовано видео, в котором человек, похожий на Евгения Жиркова, якобы занимается распределением наличных денег между своими приближёнными и обсуждает вопросы поборов с предпринимателей. По утверждению сайта «Преступная Россия» Жирков распределяет коррупционные деньги между чиновниками и уголовным авторитетом Анатолием Петровым, оставляя себе 25 %. Подлинность видеозаписи была подтверждена экспертами Российского федерального центра судебной экспертизы при Министерстве Юстиции России.
27 июня 2017 года Жирков написал заявление о сложении полномочий по собственному желанию. Ряд СМИ связывают это событие с закрытием полигона ТБО «Кучино» (так называемой Фенинской свалки) у деревни Фенино после обращения местных жителей во время прямой линии Владимиру Путину, во время которой Президент также поставил под сомнение законность строительства жилых домов в непосредственной близости от действующего полигона.
В июне 2019 года Евгений Жирков задержан правоохранительными органами, а 6 августа 2021 года осуждён. В суде было установлено, что с 2008 года по 2016 год Жирков, занимая должность главы городского округа Железнодорожный Московской области, а в дальнейшем — главы городского округа Балашиха, получил незаконное вознаграждение от генерального директора ЗАО «Мосстроймеханизация-5» Обида Ясинова, являющегося застройщиком жилого микрорайона в г. Железнодорожном. В качестве взятки были переданы две квартиры и два нежилых помещения общей рыночной стоимостью 81 млн 541 тыс. рублей. Передача имущества происходила под видом возврата коммерческими организациями Ясинова фиктивной задолженности за якобы выполненные подрядные работы подконтрольным Жиркову ООО «Брит», на которое впоследствии были оформлены права на объекты недвижимости. Генеральный директор ООО «Брит» Сергей Хвостов выступил посредником в получении взятки. Вознаграждение было передано в качестве благодарности за принятые Жирковым решения в пользу застройщика, в том числе за перенос сроков ввода в эксплуатацию строящихся объектов, а также за общее покровительство предпринимательской деятельности при реализации инвестиционного контракта.

## Семья
Женат, двое детей — сын и дочь, трое внучек. Увлекается спортом, любит чтение исторической и философской литературы.

## Награды
- Орден III степени «За профессиональную честь, достоинство и почётную деловую репутацию»
- медаль ордена Ивана Калиты
- Орден Ивана Калиты
- Памятная медаль Военно-Морского Флота «Адмирал Ушаков»
- Знак Министерства Обороны «200 лет Министерству Обороны»
- Знак областных объединённых профсоюзов «За содружество»
- Знаки Губернатора Московской области: «За вклад в развитие Московской области», «За полезное», «Благодарю», «За труды и усердие», «За ратную службу»
- 1999 году — знак «Почётный строитель России»
- 2010 году — почётное звание «Заслуженный инженер России»